# Trichopeltarion nobile
Trichopeltarion nobile is een krabbensoort uit de familie van de Trichopeltariidae. De wetenschappelijke naam van de soort werd in 1880 voor het eerst geldig gepubliceerd door Alphonse Milne-Edwards.